# Daar schrik je toch van
Daar schrik je toch van - De eerste 1000 gedichten (2008) is een dichtbundel van P. Kouwes (pseudoniem van Nico Dijkshoorn).
De bundel bevat circa 1000 gedichten, die in drie jaar tijd door Kouwes op de website GeenStijl zijn geplaatst. De gedichten zijn vaak kort, en gericht op actuele onderwerpen, waardoor ze meer op gevatte opmerkingen lijken dan op poëzie. Over het algemeen genomen beslaat elk woord uit een gedicht één regel.
Nico Dijkshoorn presenteerde de bundel op 7 oktober 2008 in een Chinees restaurant in Amsterdam Oud-Zuid.